# Związek Robotniczych Stowarzyszeń Spółdzielczych
Związek Robotniczych Stowarzyszeń Spółdzielczych (ZRSS) – spółdzielczy związek rewizyjny i gospodarczy, zrzeszający spółdzielnie spożywców związane z lewicowymi (klasowymi) związkami zawodowymi oraz organizacjami politycznymi PPS i KPP. Powstał w maju 1919, założony przez 57 spółdzielni. 
Czołowymi działaczami ZRSS byli socjaliści Stanisław Szwalbe i Stanisław Tołwiński, anarchista Jan Wolski oraz lewicowy socjalista, później komunista Jan Hempel (sekretarz Związku), do aktywistów należał również Bolesław Bierut. 
W 1922 r. ZRSS zmienił nazwę na: Związek Robotniczych Spółdzielni Spożywców, a w kwietniu 1925 na Zjeździe Połączeniowym w Warszawie połączył się ze Związkiem Polskich Stowarzyszeń Spożywców i Zespołem Spółdzielni Pracowników Państwowych, Społecznych i Komunalnych, tworząc Związek Spółdzielni Spożywców RP, później (od 1935 r.) noszący nazwę:  "Społem" Związek Spółdzielni Spożywców RP. 